# Leichtathletik-Weltmeisterschaften 1997/Marathon der Frauen

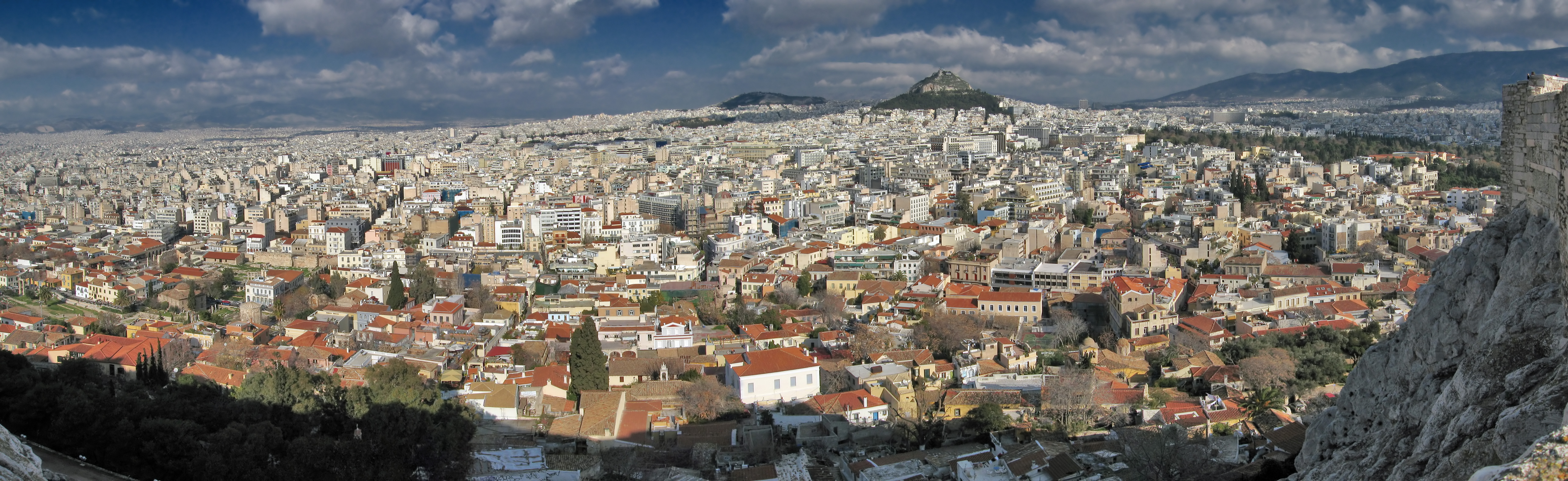
Blick von der Akropolis auf Athen im Jahr 2008

Der Marathonlauf der Frauen bei den Leichtathletik-Weltmeisterschaften 1997 wurde 9. August 1997 in den Straßen der griechischen Hauptstadt Athen ausgetragen.
Weltmeisterin wurde die Japanerin Hiromi Suzuki. Sie gewann vor der portugiesischen Titelverteidigerin, Vizeweltmeisterin von 1993 und Europameisterin von 1994 Maria Manuela Machado. Bronze ging an die Rumänin Lidia Șimon.
Erstmals bei Weltmeisterschaften gab es eine Teamwertung, den sogenannten Marathon-Cup. Daraus erklären sich die in diesem Jahr hohen Teilnehmerzahlen. Fünf Läuferinnen je Nation waren zugelassen, für die Wertung wurden die Zeiten der jeweils besten drei addiert. Dieser Wettbewerb zählte allerdings nicht zum offiziellen Medaillenspiegel. Es siegte die Mannschaft aus Japan vor Rumänien und Italien.

## Bestzeiten / Rekorde
| Weltbestzeit             | 2:21:06 h | Ingrid Kristiansen | London-Marathon, Großbritannien | 21. April 1985  |
| Weltmeisterschaftsrekord | 2:25:17 h | Rosa Mota          | WM 1987 in Rom                  | 29. August 1987 |

Anmerkung:
Rekorde wurden damals im Marathonlauf und Straßengehen wegen der unterschiedlichen Streckenbeschaffenheiten mit Ausnahme von Meisterschaftsrekorden nicht geführt.
Der bestehende WM-Rekord wurde bei diesen Weltmeisterschaften nicht eingestellt und nicht verbessert.

## Ergebnis

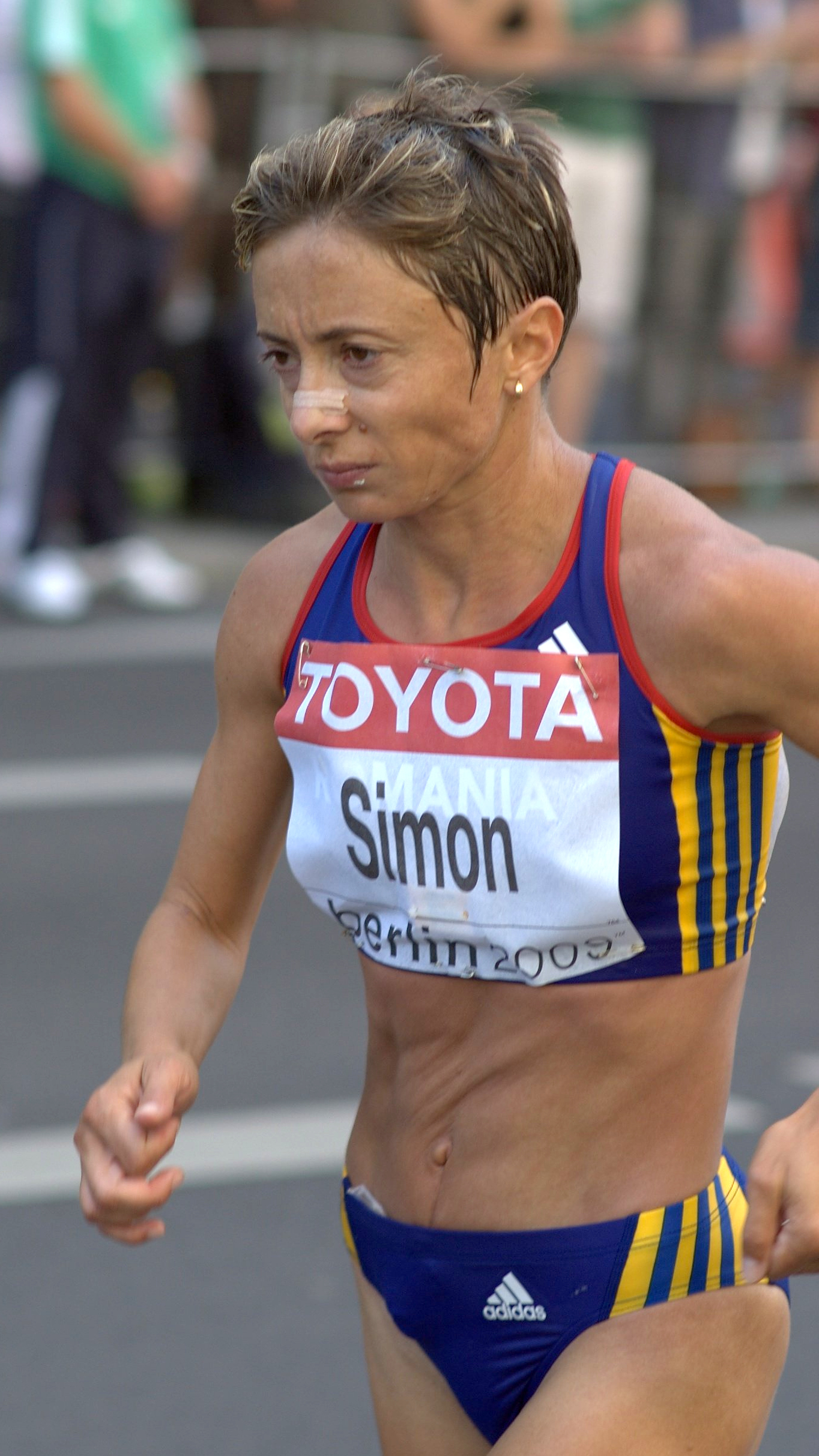
Bronzemedaillengewinnerin Lidia Șimon

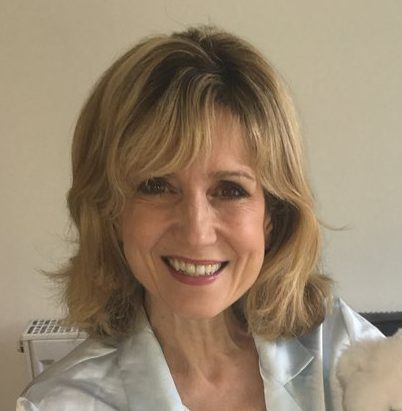
Rang 23 für Angharad Mair

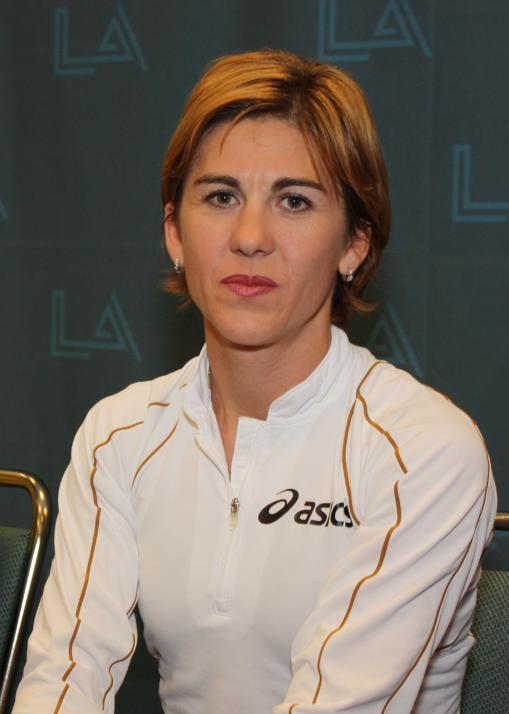
Nuța Olaru – Platz dreißig

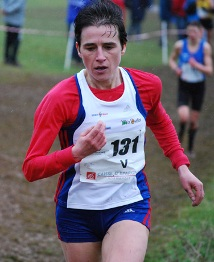
Gaëlle Houitte – Platz 39

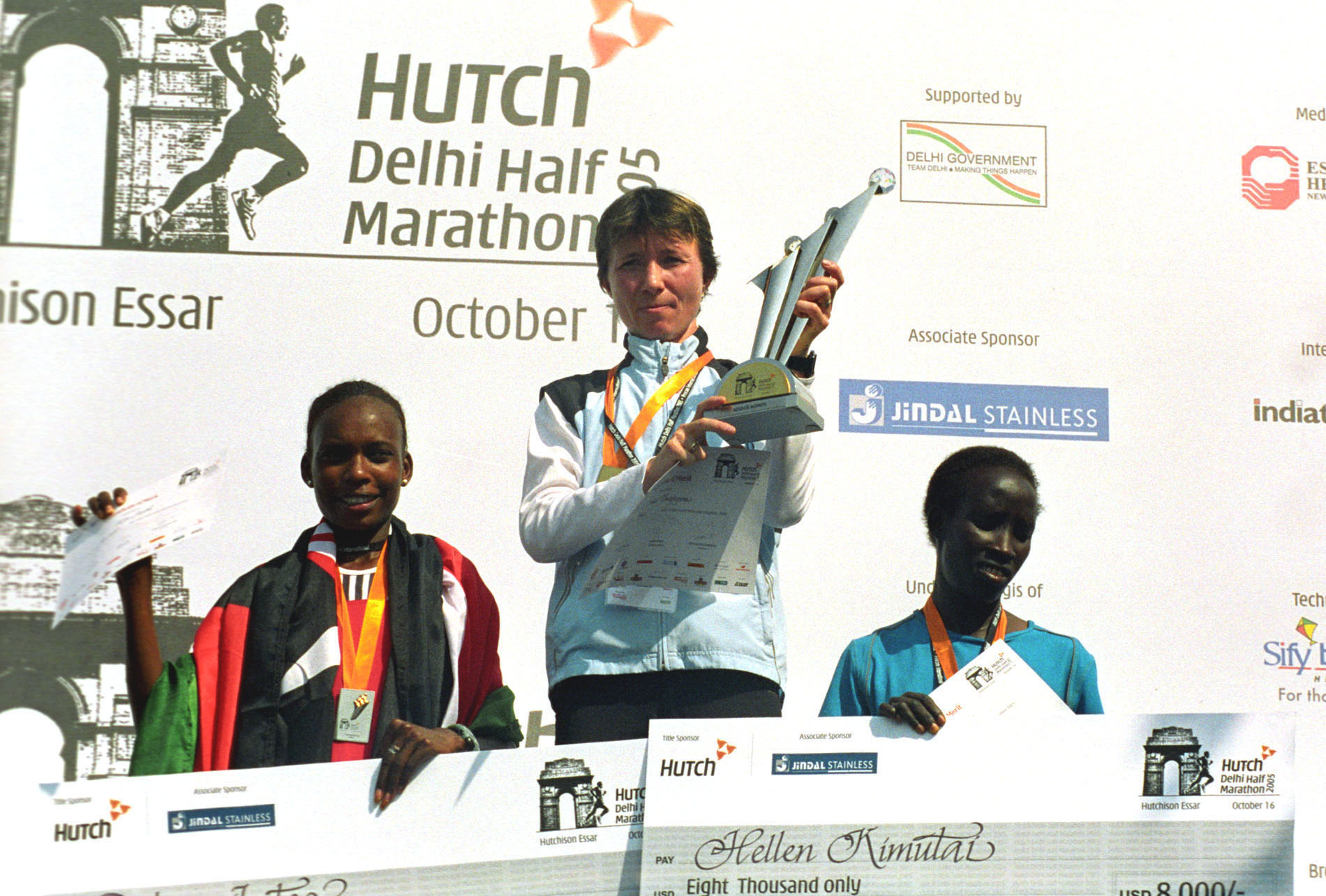
Irina Timofejewa (oben Mitte) Platz 41

9. August 1997, 8:05 Uhr
| Platz | Athletin                | Land           | Zeit (h) |
| ----- | ----------------------- | -------------- | -------- |
|       | Hiromi Suzuki           | Japan          | 2:29:48  |
|       | Maria Manuela Machado   | Portugal       | 2:31:12  |
|       | Lidia Șimon             | Rumänien       | 2:31:55  |
| 04    | Takako Tobise           | Japan          | 2:32:18  |
| 05    | Ornella Ferrara         | Italien        | 2:33:10  |
| 06    | Iris Biba               | Deutschland    | 2:34:06  |
| 07    | Sonja Krolik            | Deutschland    | 2:35:28  |
| 08    | Franziska Rochat-Moser  | Schweiz        | 2:36:16  |
| 09    | Yelena Razdrogina       | Russland       | 2:36:37  |
| 10    | Nobuko Fujimura         | Japan          | 2:36:51  |
| 11    | Anuța Cătună            | Rumänien       | 2:38:38  |
| 12    | Maria Polizou           | Griechenland   | 2:39:10  |
| 13    | Franca Fiacconi         | Italien        | 2:39:53  |
| 14    | Christine Mallo         | Frankreich     | 2:40:55  |
| 15    | Elfenesh Alemu          | Äthiopien      | 2:41:00  |
| 16    | Grete Kirkeberg         | Norwegen       | 2:41:05  |
| 17    | Maryse Le Gallo         | Frankreich     | 2:41:08  |
| 18    | Aurica Buia             | Rumänien       | 2:41:45  |
| 19    | Mariko Hara             | Japan          | 2:42:00  |
| 20    | Heather Turland         | Australien     | 2:42:12  |
| 21    | Rocío Ríos              | Spanien        | 2:42:18  |
| 22    | Judit Földingné Nagy    | Ungarn         | 2:42:21  |
| 23    | Angharad Mair           | Großbritannien | 2:42:31  |
| 24    | Laura Fogli             | Italien        | 2:43:28  |
| 25    | Cheryl Collins          | USA            | 2:43:42  |
| 26    | Wolha Judsenkowa        | Belarus        | 2:43:47  |
| 27    | Anna Villani            | Italien        | 2:43:58  |
| 28    | Sally Goldsmith         | Großbritannien | 2:44:20  |
| 29    | Tomoe Abe               | Japan          | 2:45:19  |
| 30    | Nuța Olaru              | Rumänien       | 2:47:12  |
| 31    | Elena Vinitskaya        | Belarus        | 2:47:57  |
| 32    | Manuela Veith           | Deutschland    | 2:48:45  |
| 33    | Asselefech Assefa       | Äthiopien      | 2:48:54  |
| 34    | Evelyne Mura            | Frankreich     | 2:48:57  |
| 35    | Danielle Sanderson      | Großbritannien | 2:49:03  |
| 36    | Julia Kirtland          | USA            | 2:49:43  |
| 37    | Anfisa Kosacheva        | Russland       | 2:50:29  |
| 38    | Grace de Oliveira       | Südafrika      | 2:50:36  |
| 39    | Gaëlle Houitte          | Frankreich     | 2:50:38  |
| 40    | Jeanne Peterson         | USA            | 2:51:59  |
| 41    | Irina Timofejewa        | Russland       | 2:53:01  |
| 42    | Panayota Nikolakopoulou | Griechenland   | 2:54:03  |
| 43    | Lo Man Yi               | Hongkong       | 2:54:59  |
| 44    | Alemitu Bekele          | Äthiopien      | 2:55:06  |
| 45    | Georgia Ambatzidou      | Griechenland   | 2:56:58  |
| 46    | Marisol Vargas          | Mexiko         | 2:58:22  |
| 47    | Carolyn Hunter-Rowe     | Großbritannien | 3:01:01  |
| 48    | May Allison             | Kanada         | 3:01:26  |
| 49    | Danuta Bartoszek        | Kanada         | 3:01:30  |
| 50    | Rita Toto               | Südafrika      | 3:04:05  |
| 51    | Rosa Salinas            | Mexiko         | 3:12:55  |
| 52    | Gina Liseth Coello      | Honduras       | 3:17:33  |
| 53    | Alexandra De Snoo       | Aruba          | 3:22:08  |
| 54    | Gulsara Dodobojewa      | Tadschikistan  | 3:30:45  |
| DNF   | Alina Tecuța            | Rumänien       |          |
| DNF   | Rosa Oliveira           | Portugal       |          |
| DNF   | Birgit Jerschabek       | Deutschland    |          |
| DNF   | Fatuma Roba             | Äthiopien      |          |
| DNF   | Mary Alico              | USA            |          |
| DNF   | Flor Venegas            | Chile          |          |
| DNF   | Nicole Carroll          | Australien     |          |
| DNF   | Sonia Maccioni          | Italien        |          |
| DNF   | Alina Iwanowa           | Russland       |          |
| DNF   | Jane Salumäe            | Estland        |          |
| DNF   | Gadisay Edato           | Äthiopien      |          |
| DNF   | Lucia Rendon            | Mexiko         |          |
| DNF   | Anita Håkenstad         | Norwegen       |          |
| DNF   | Alena Masouka           | Belarus        |          |
| DNF   | Paraskevi Kastriti      | Griechenland   |          |
| DNF   | Mantokoane Pitso        | Lesotho        |          |
| DNF   | Maria Elena Reyna       | Mexiko         |          |
| DNF   | Patty Valadka           | USA            |          |
| DNF   | Galina Baruk            | Belarus        |          |
| DNF   | Josette Colomb-Janin    | Frankreich     |          |
| DNF   | Chrisoula Souma         | Griechenland   |          |

## Marathon-Cup
| Platz | Land           | Athletinnen                                              | Zeit (h) |
| ----- | -------------- | -------------------------------------------------------- | -------- |
| 1     | Japan          | Hiromi Suzuki Takako Tobise Nobuko Fujimura              | 7:38:57  |
| 2     | Rumänien       | Lidia Șimon Anuța Cătună Aurica Buia                     | 7:52:18  |
| 3     | Italien        | Ornella Ferrara Franca Fiacconi Laura Fogli              | 7:56:31  |
| 4     | Deutschland    | Iris Biba Sonja Krolik Manuela Veith                     | 7:58:19  |
| 5     | Frankreich     | Christine Mallo Maryse Le Gallo Evelyne Mura             | 8:11:00  |
| 6     | Großbritannien | Angharad Mair Sally Goldsmith Danielle Sanderson         | 8:15:54  |
| 7     | Russland       | Yelena Razdrogina Anfisa Kosacheva Irina Timofejewa      | 8:20:07  |
| 8     | Äthiopien      | Elfenesh Alemu Asselefech Assefa Alemitu Bekele          | 8:25:00  |
| 9     | USA            | Cheryl Collins Julia Kirtland Jeanne Peterson            | 8:25:54  |
| 10    | Griechenland   | Maria Polizou Panayota Nikolakopoulou Georgia Ambatzidou | 8:30:11  |